# Pachypappa shaposhnikovi
Pachypappa shaposhnikovi är en insektsart. Pachypappa shaposhnikovi ingår i släktet Pachypappa och familjen långrörsbladlöss. Inga underarter finns listade i Catalogue of Life.